# Big Flat
Big Flat é uma cidade  localizada no estado americano de Arkansas, no Condado de Baxter e Condado de Searcy.

## Demografia
Segundo o censo americano de 2000, a sua população era de 104 habitantes. 
Em 2006, foi estimada uma população de 109, um aumento de 5 (4.8%).

## Geografia
De acordo com o United States Census Bureau, a localidade tem uma área de 2,8 km², sem área coberta por água. Big Flat localiza-se a aproximadamente 377 m acima do nível do mar.

## Localidades na vizinhança
O diagrama seguinte representa as localidades num raio de 32 km ao redor de Big Flat. 